# بادام وحشی
بادام وحشی یا بادام تلخ (نام علمی: Brabejum stellatifolium) سرده‌ای از یک درخت تک گونه‌ای همیشه سبز بزرگ از تیره شکرپارگان است. رشد این درخت به صورت وحشی به استان کیپ غربی آفریقای جنوبی محدود می‌شود، در آن جا به صورت انبوه در امتداد رودخانه‌ها رشد می‌کند. این درخت کوچک پرپشتی است که شاخه‌های گسترده‌ای تا سطح زمین و ساقه‌های بی‌شمار عمودی قوی دارد. برگ‌های آن ۱۵ سانتیمتر طول دارند، باریک و به شدت دندانه‌دار هستند و با فواصل اغلب با پیچ‌های ۶ تایی در طول شاخه‌ها ظاهر می‌شوند. در تابستان، گیاه گل‌های سفیدی تولید می‌کند که به صورت انبوه روی گل‌آذین‌های سنبله‌ای که از جوانه‌های فرسوده در محور برگ‌ها منشأ گرفته‌اند، متراکم می‌شوند. طول میوه‌ها ۵ سانتیمتر، و رنگ آن‌ها ارغوانی تا قهوه‌ای متمایل به قرمز، شبیه بادامی است که در پاییز ظاهر می‌شود. فندقهٔ آن تلخ‌تر از آن است که خورده شود، به‌هرحال در قدیم آن را جوشانده، سرخ کرده و برای درست کردن نوشیدنی قهوه استفاده می‌کردند.
این درخت در بخش کیپ تاون اهمیت ویژه‌ای دارد، چون برای ساختن حصار فان ریبک اولین مرز رسمی کیپ، استفاده شده‌است.

## ظاهر
بادام وحشی درخت همیشه‌سبز گستردهٔ چندساقه و خوش‌منظری است. ممکن است تا ارتفاع ۱۵ متری هم برسد، اما شاخه‌های گسترده و زیستگاه پراکنده‌ای دارد. پوست صاف آن رنگ قهوه‌ای متمایل به خاکستری کم‌رنگ دارد و به شکل جذابی خالدار است. برگ‌های سبز سفت دندانه‌دار و نیزه‌شکل هستند و در پیچ‌های شش‌تایی با فاصله مثل یک ستاره در طول ساقه ظاهر می‌شوند. برگ‌های جدید نازک، طلایی و نرم هستند. گل‌های دوجنسیِ ریز، سفید، خوش‌بو در خوشه‌های متراکم و در تابستان ظاهر می‌شوند.
میوه‌های فندقه‌مانند شبیه بادام هستند و در خوشه‌های در انتهای شاخه‌ها رشد می‌کنند. به صورت متراکمی با کرک‌های مخملی به رنگ قهوه‌ای شکلاتی پوشیده شده‌اند میوه‌های جوان رنگ سرخابی چشمگیر یا نیلک - بنفش دارند و بعدها در تابستان هنگام رسیدن رنگشان به قهوه‌ای معمولی تغییر می‌کند. میوه‌ها کم-عمر هستند، به سرعت جوانه می‌زنند و اغلب توسط رودخانه‌ها پراکنده می‌شوند.
برگ‌ها اغلب با به وجود آمدن برجستگی‌های کوچک روی آن‌ها از شکل می‌افتند، این حباب‌ها محل سکونت حشرات ریزی هستند که با هم همزیستی دارند. آن‌ها به درخت آسیب نمی‌رسانند، اما اگر شاخه‌های حاوی آن‌ها بدمنظر شوند، می‌توان آن‌ها را برید.

## رشد
بادام وحشی درختی است که رشد نسبتاً سریعی دارد و مناسب کاشت در باغ کوچک نیست. این درخت تمایل دارد به اطراف گسترش پیدا کند و می‌توان برای ساختن حصار غیرقابل نفوذ از آن استفاده کرد. اگر به درستی هرس شود، می‌تواند درخت خوش‌منظری بشود. هر جایی که شاخه‌های جانبی بریده شوند، شاخه‌های بیشتری از زیر برش رشد می‌کنند، به طوری که به راحتی به یک دیوار خوب تبدیل می‌شود. درختان قدیمی‌تر جنگل عظیمی از شاخه‌های غول پیکر درهم و پهنی تشکیل می‌دهند که موجب محبوبیت آن‌ها توسط کودکان می‌شود.
درخت بادام وحشی بهتر است با بذر تازه تکثیر شود. فندقه‌ها را می‌توان به همان شکلی که هستند داخل زمین قرار داد، و آن‌ها به محض قرار گرفتن در خاک سفت و مرطوب جوانه می‌زنند. به‌هرحال بذرها در صورتی که جوانه نزده یا خشک شوند، مدتی طولانی باقی نمانده و از بین می‌روند. ترجیحاً با کاشت نهال‌ها در یک منطقه مرطوب و سایه مانند: کنار یک رودخانه، اطمینان حاصل کنید که نهال‌ها در چند سال اول خود آب کافی دریافت می‌کنند.

## نگارخانه

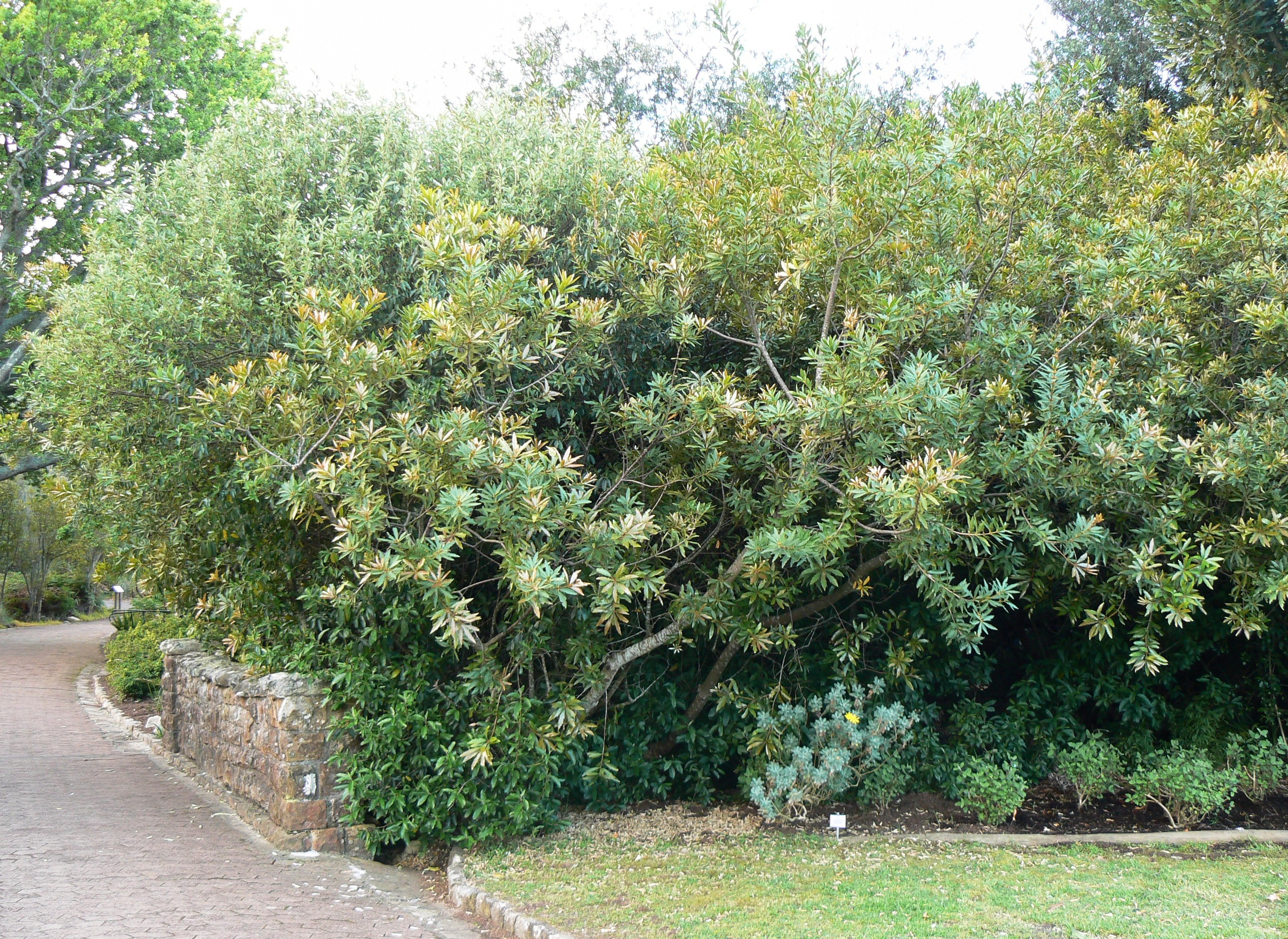
بادام وحشی به عنوان حصار در کیپ‌تاون روییده‌است.
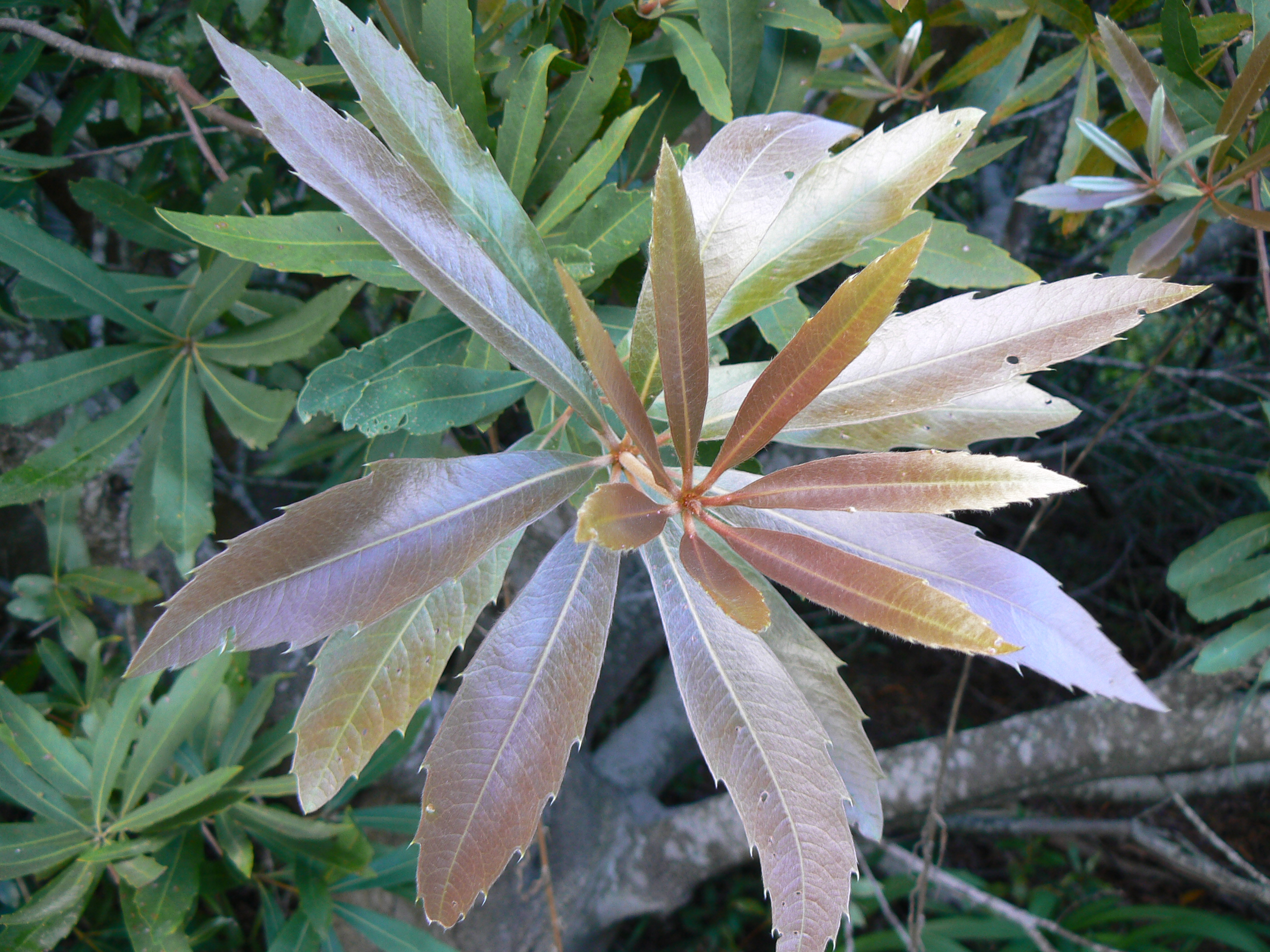
برگ‌های جدید نازک، طلایی و نرم هستند.
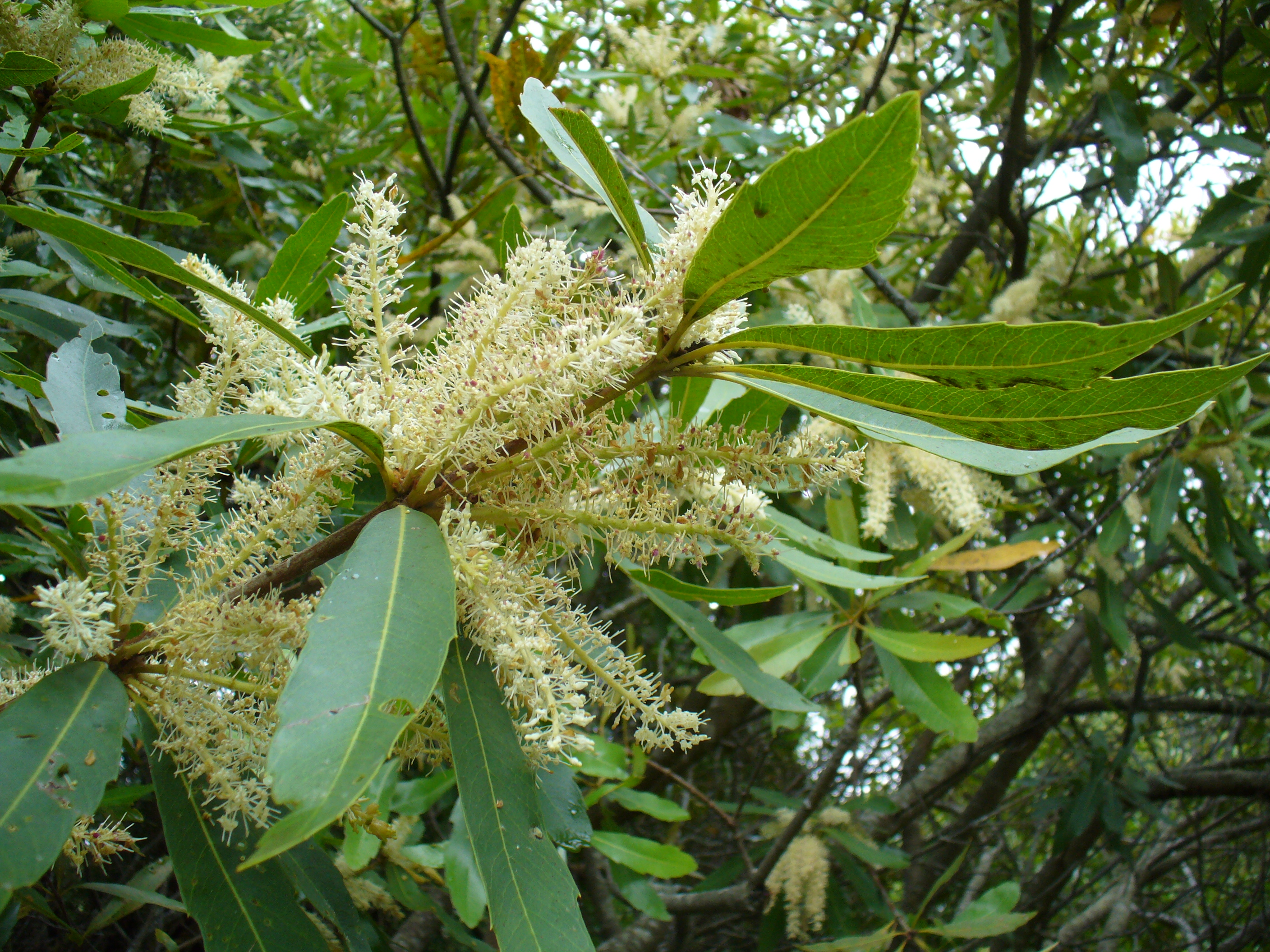
درخت شاخه‌های کوچک و گل‌های سفید، ریز و خوشبو تولید می‌کند.
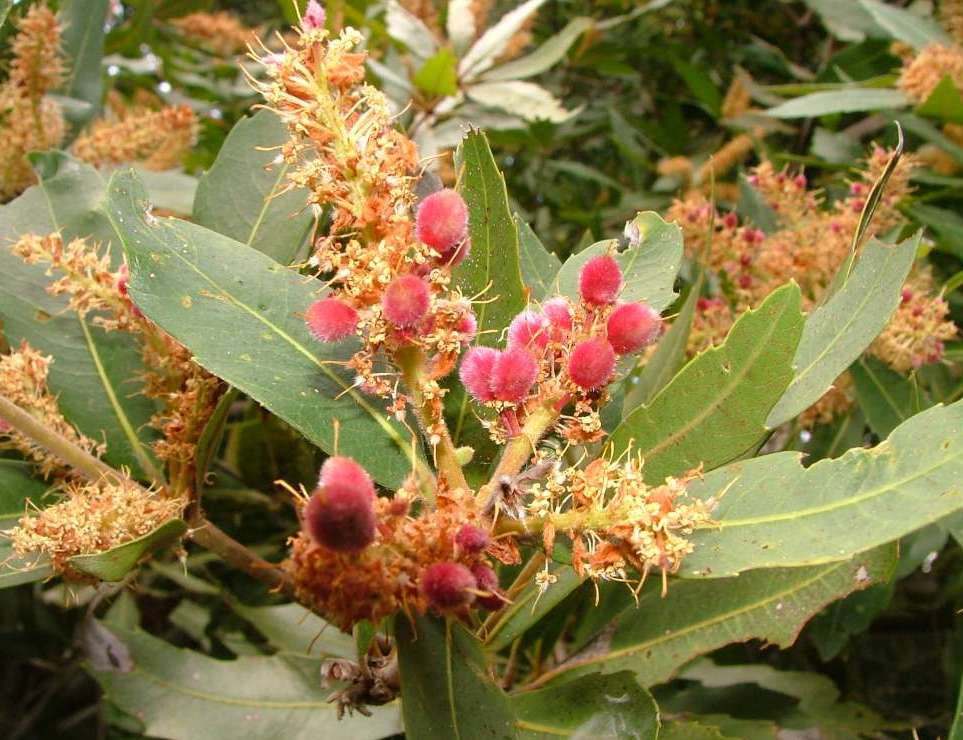
فندقه‌های جوان رنگ روشن و درخشان دارند.
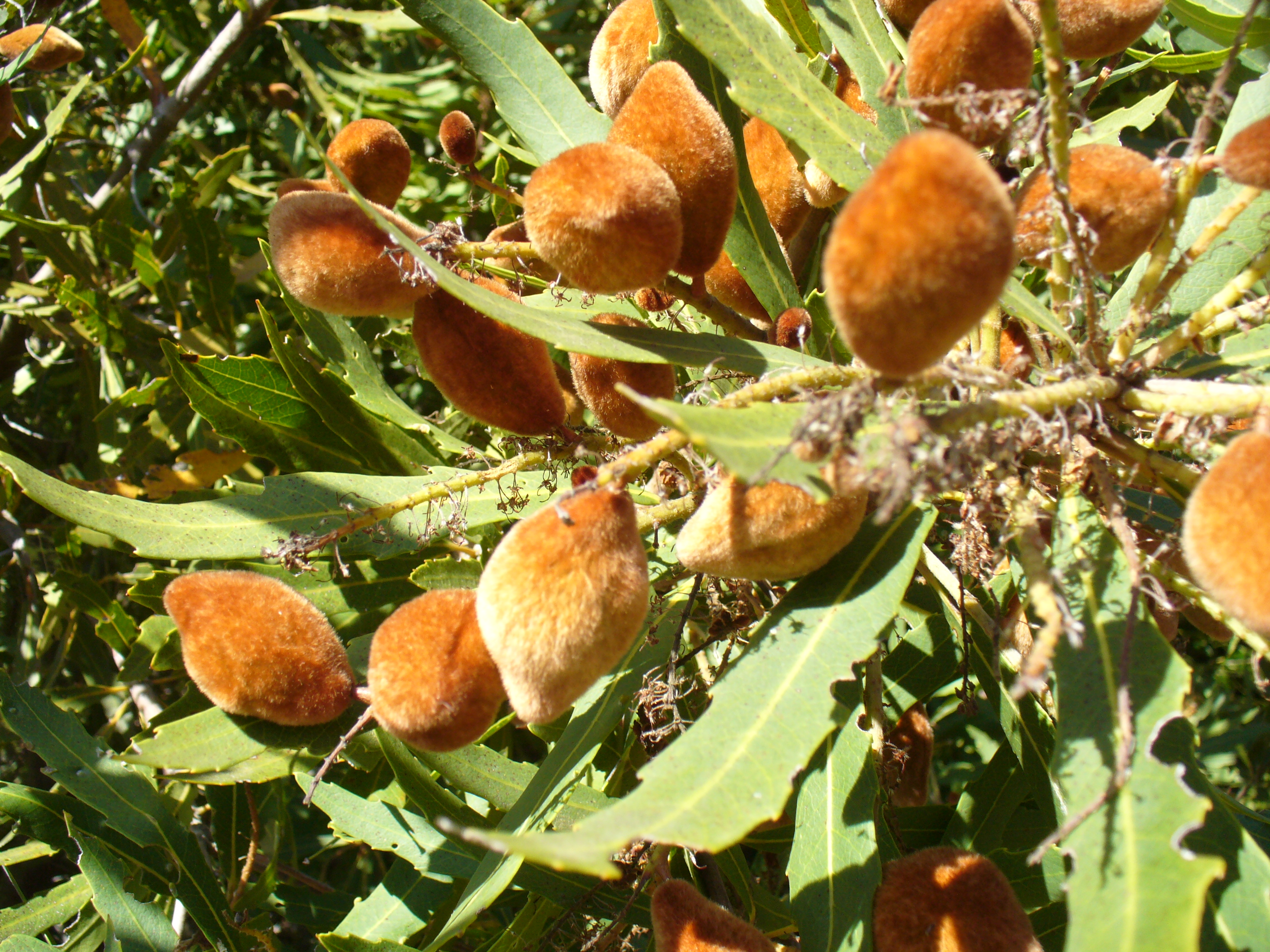
فندقه‌های شبیه بادام این گیاه برای انسان غیرقابل خوردن هستند،ولی جوجه‌تیغی‌ها از خوردن آن لذت می‌برند.
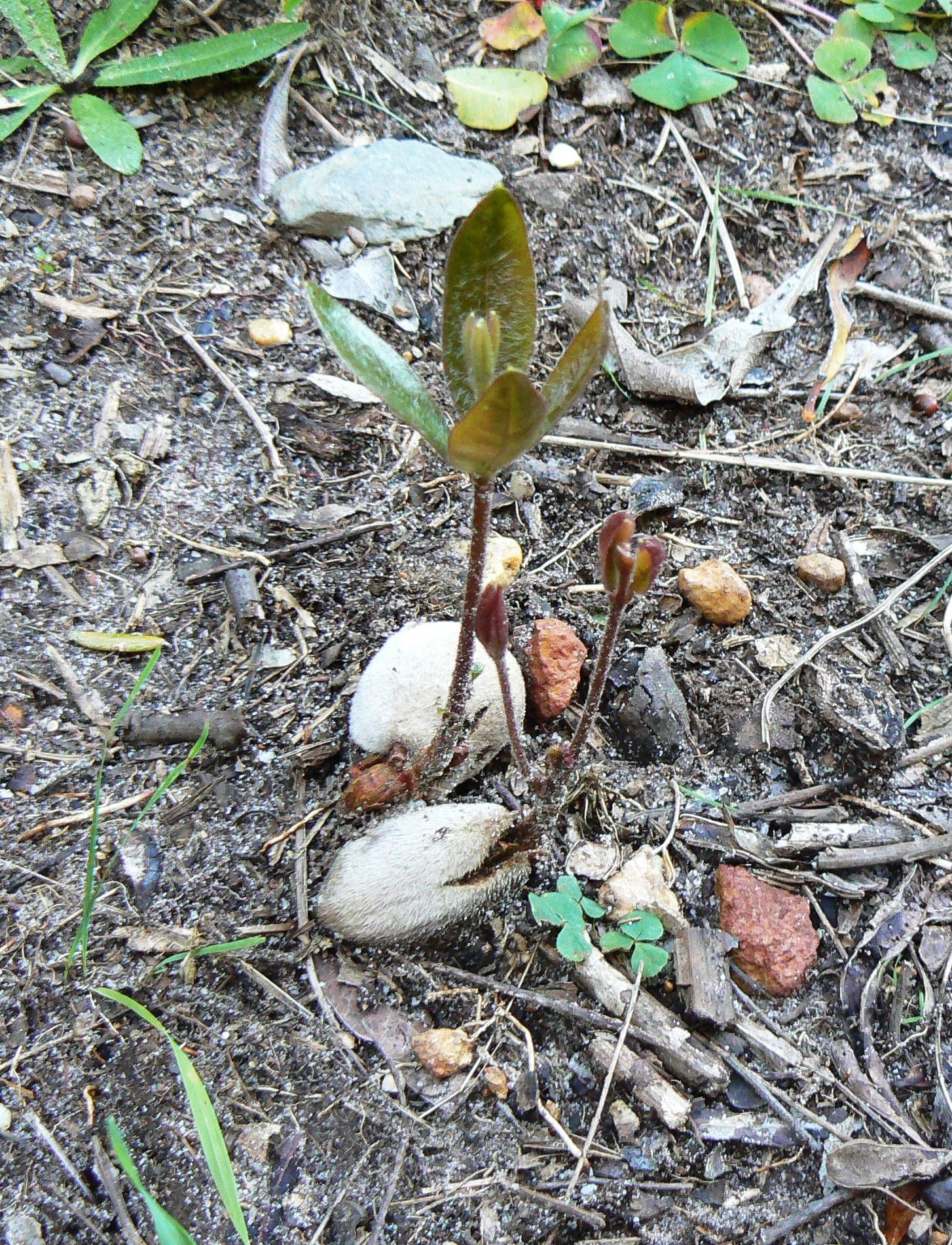
در مناطق مرطوب و سایه بذرها،حتی در صورت قرار گرفتن روی زمین،به راحتی جوانه می‌زنند.
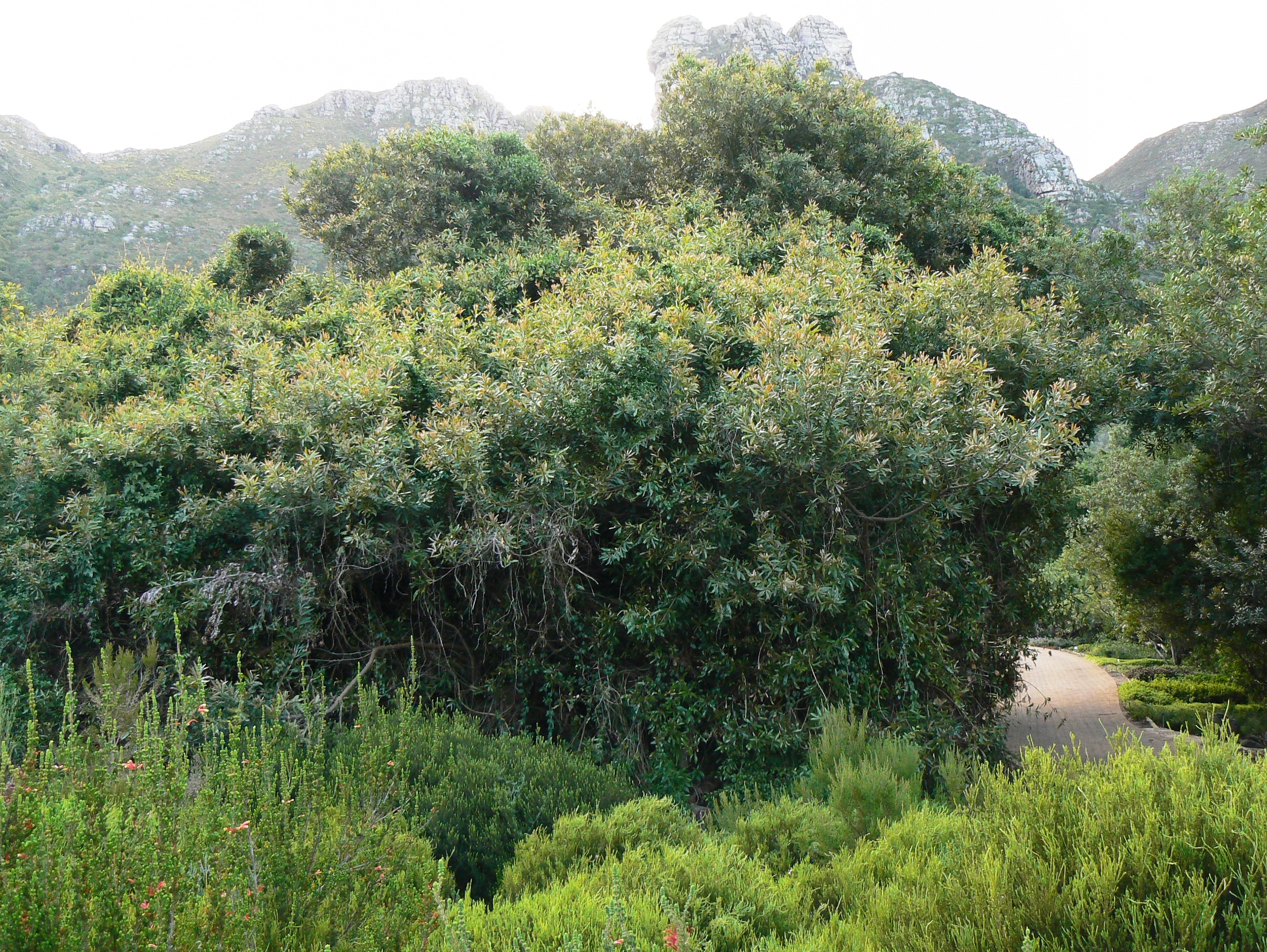
یک درخت بادام وحشی در دامنه‌های کوه تیبل.
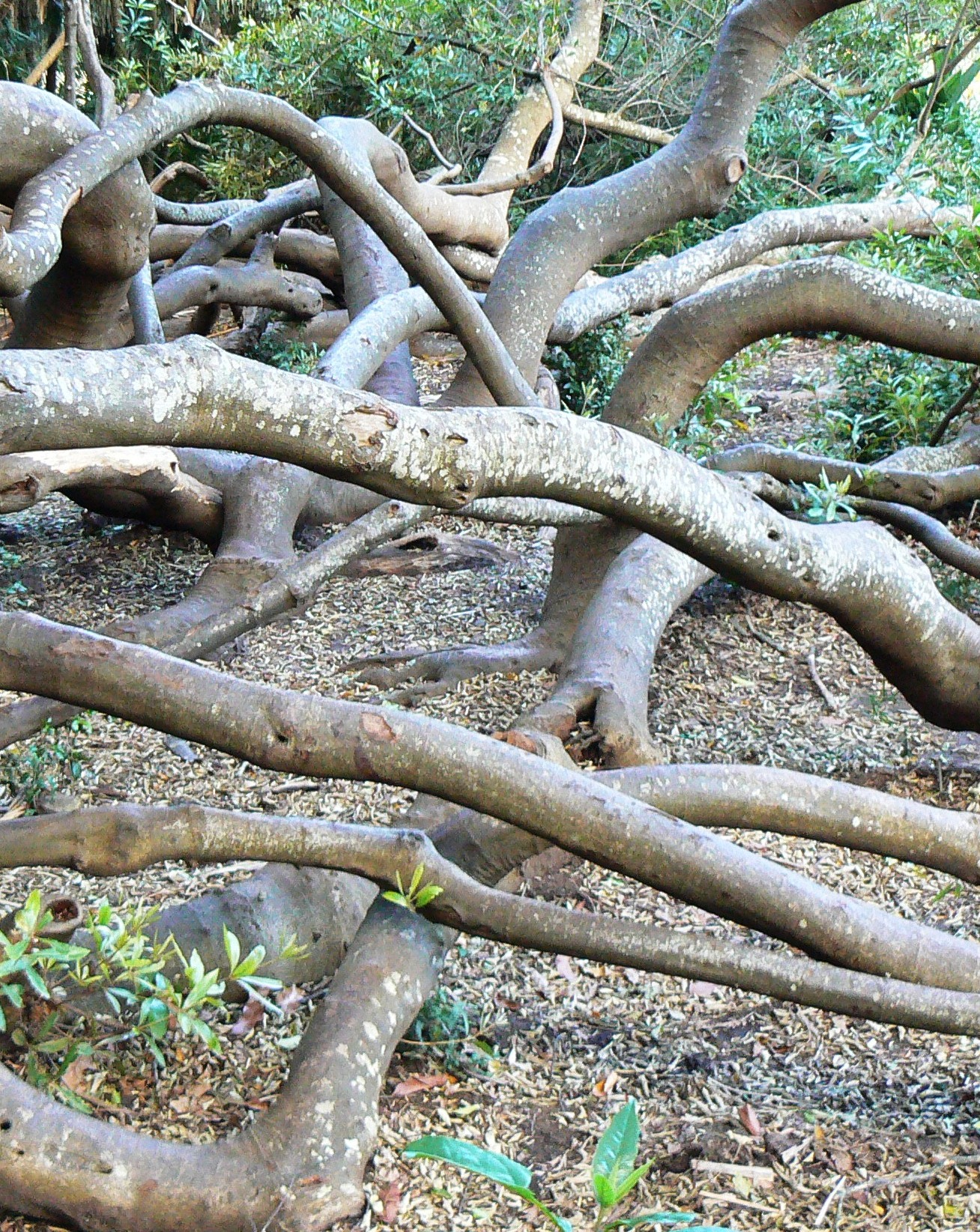
در زیر سایبان آنها، درختان قدیمی جنگل تنه‌های درهم را تشکیل می‌دهند.
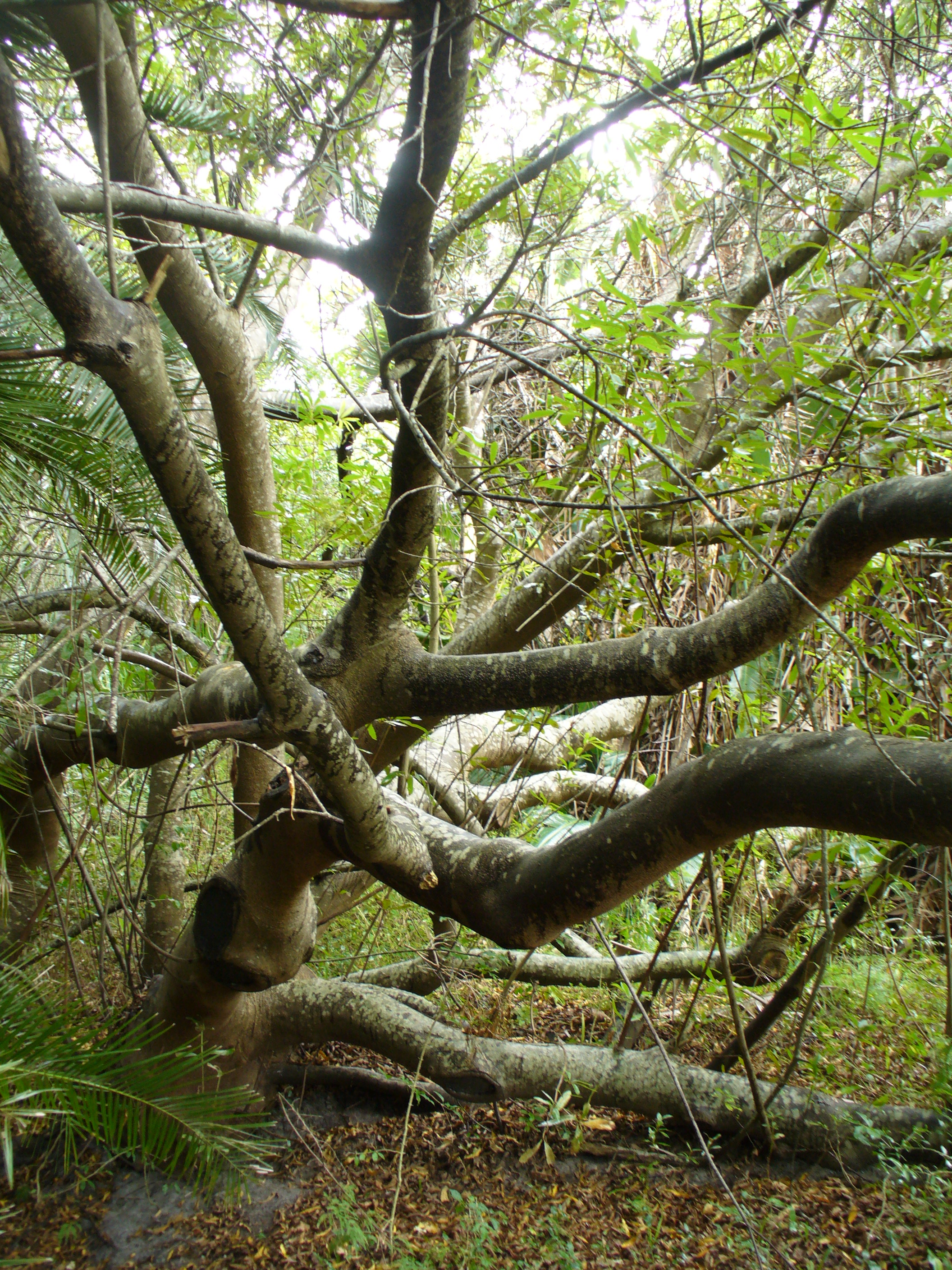
تنه درخت بادام وحشی
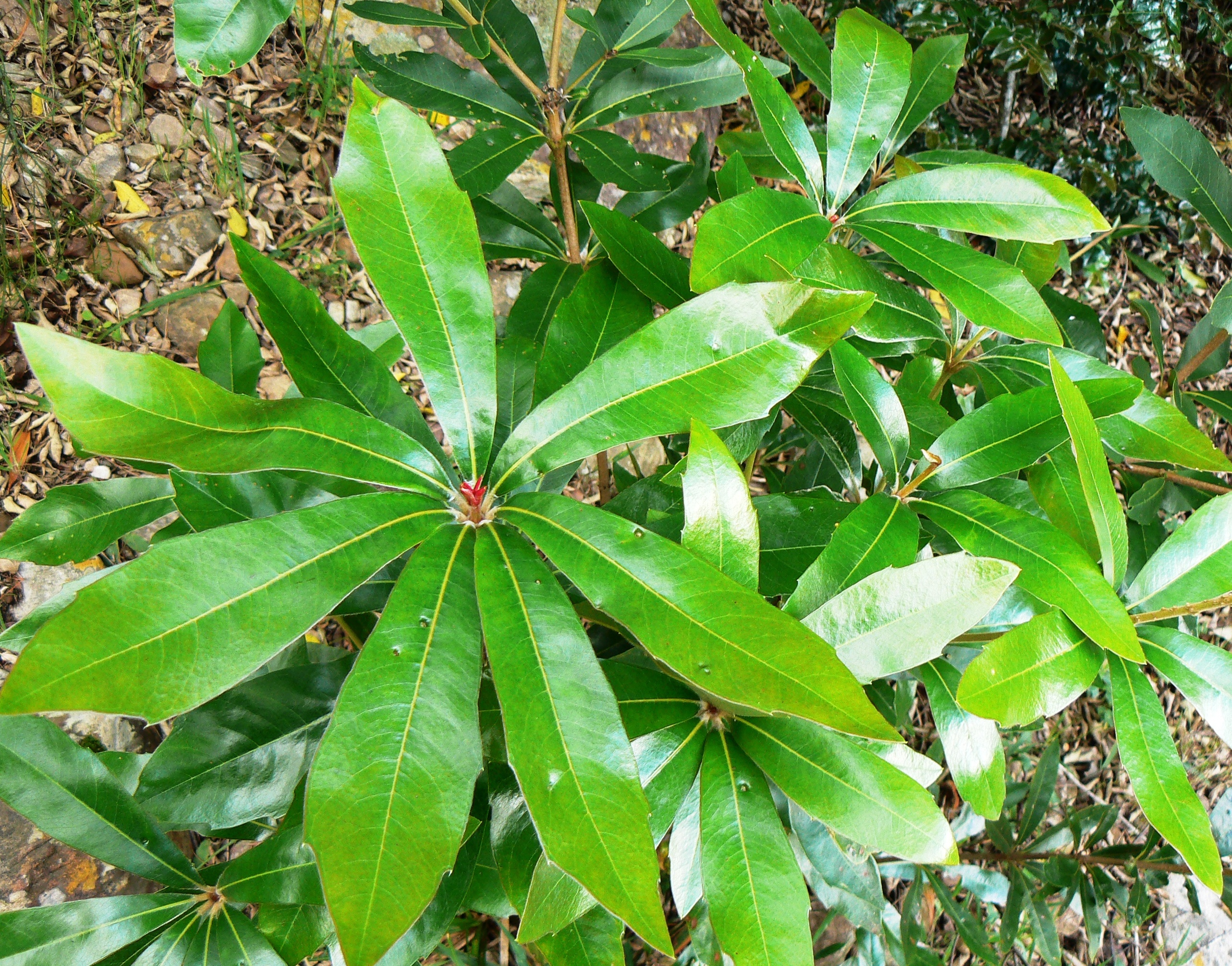
درختان جوان در حال رشد در کف جنگل در کوه تیبل.
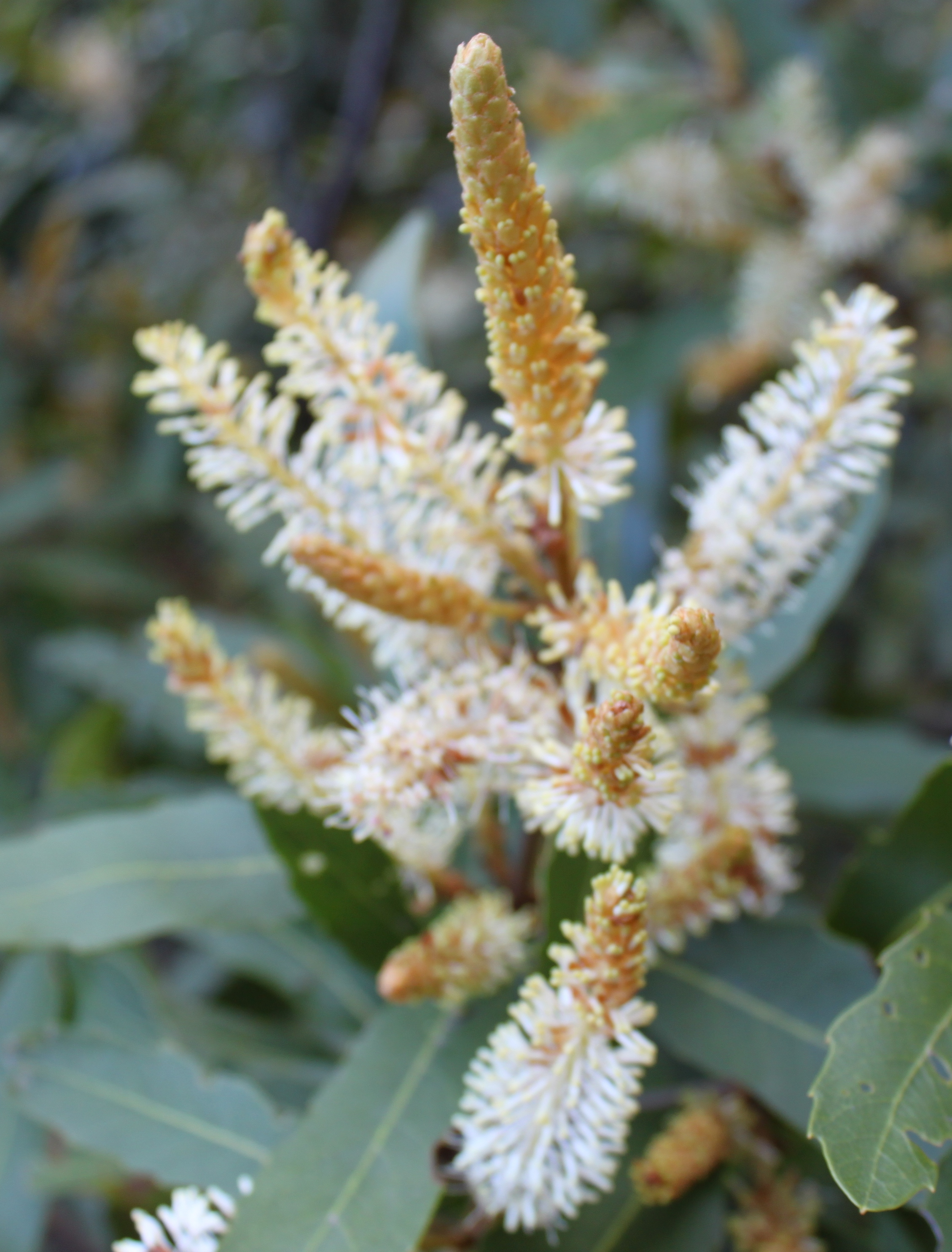
جزئیات گل آذین
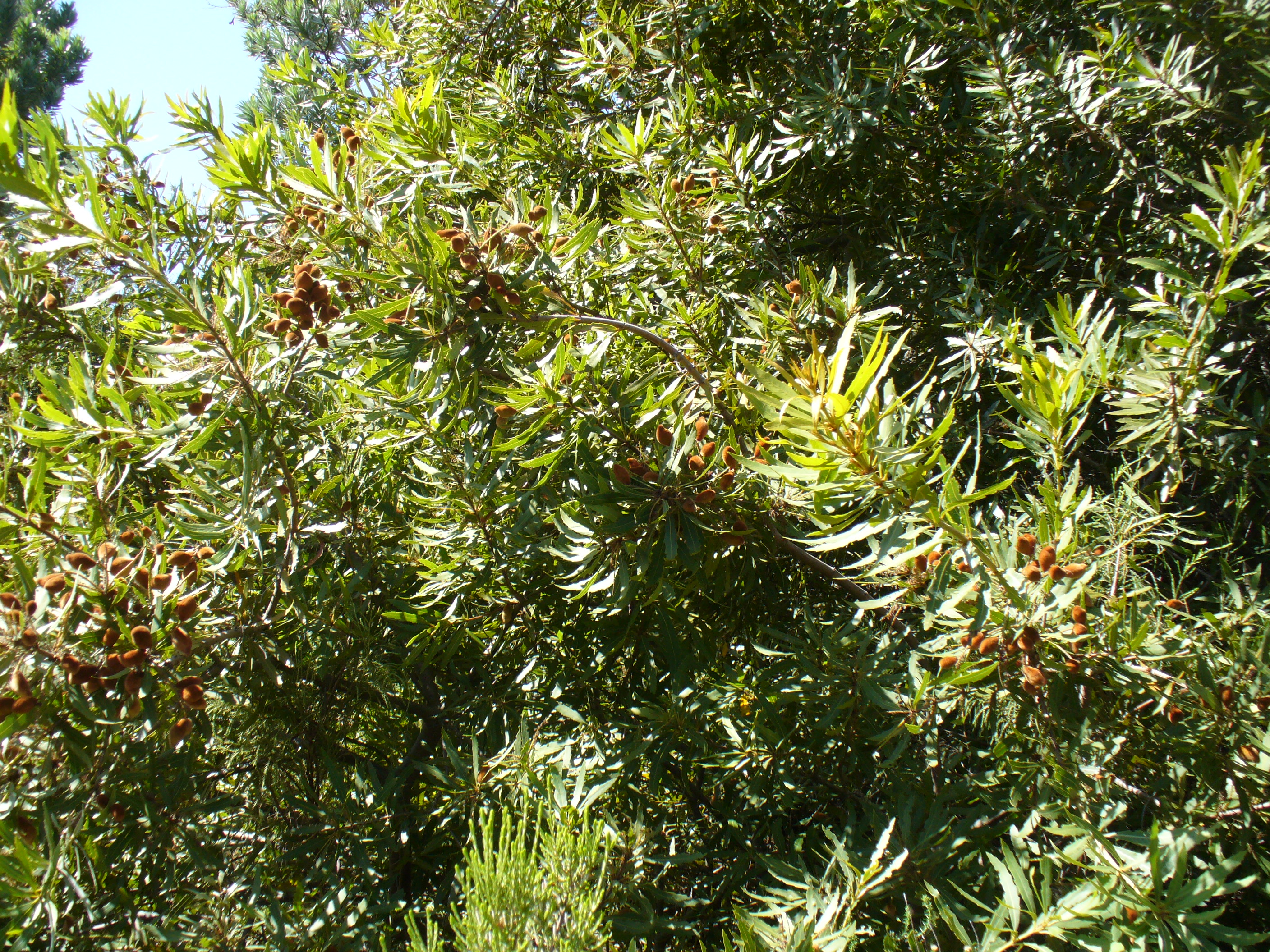
برگ‌ها و ساقه‌های درخت
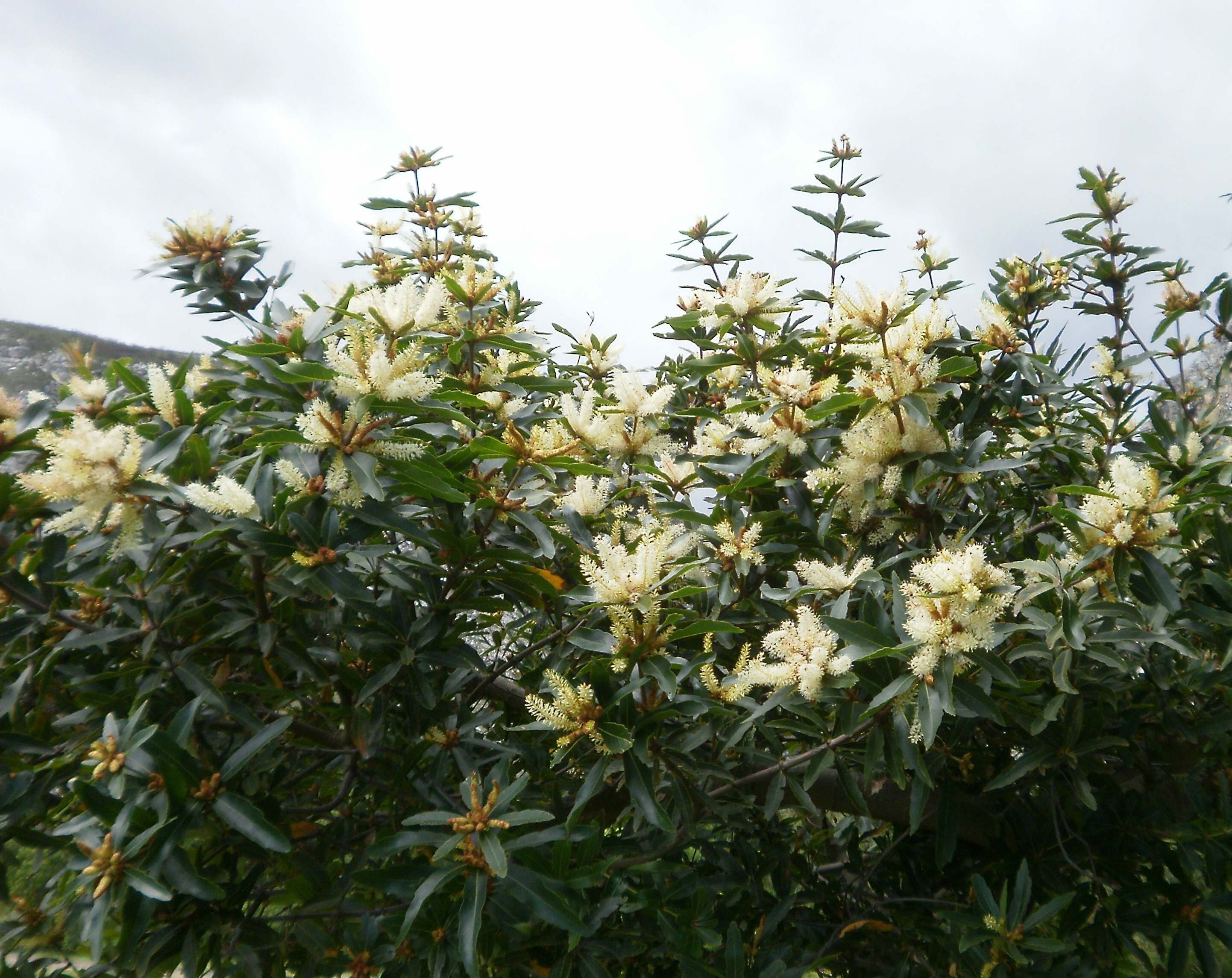
گل‌ها روی درخت
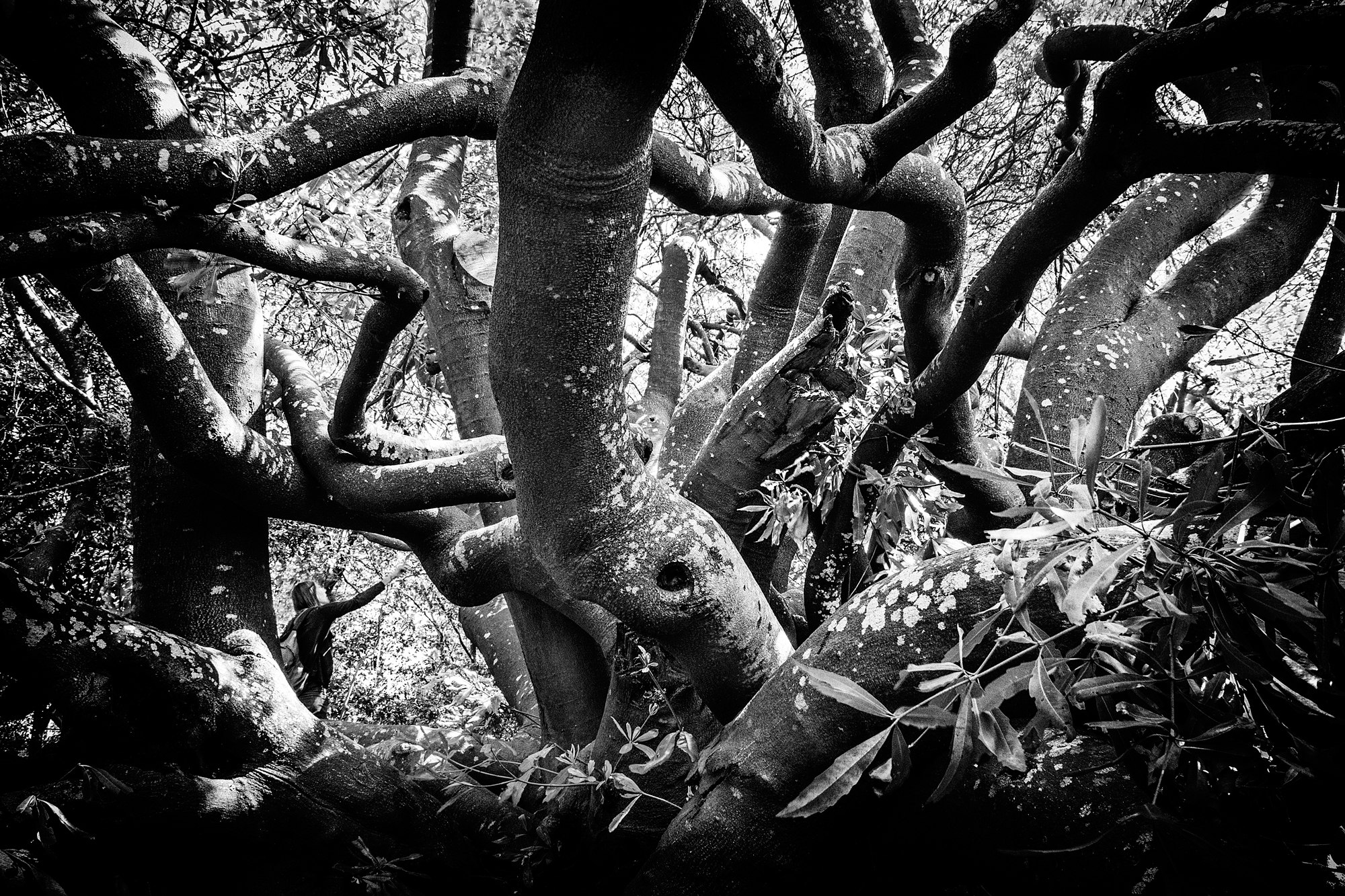
یک عکس سیاه و سفید از حصار فان ریبک